# GLADIATOR 030 in OSAKA
GLADIATOR 030 in OSAKAは、日本の総合格闘技団体「GLADIATOR」の大会の一つ。
2025年4月6日、大阪府豊中市の176BOXで開催された。

## 大会概要
2025年の第2弾興行では、まず16歳9カ月でグラジ4連勝中のルキヤが、元同バンタム級王者の神田T-800周一と対戦することが発表された。のちの試合順発表ではメインイベントになることが決定しているが、年齢ならびにキャリアを考えても大抜擢といえる。また1月大会で田中有をKOし、空位のライト級王座に就いた小森真誉が参戦。フィリピンのチームラカイ所属のアルゼンチン人ファイター、ナルエル・ガンドルフィを迎え撃つことに。さらに岩倉優輝も連続参戦し、モンゴルのダギースレン・チャグナードルジとの国際戦を行う。ダギースレンにとっては、これがライト級転向初戦となる。
日本人対決も各階級のサバイバルマッチが組まれた。フライ級では今井健斗vs.和田教良、ライト級でもチハヤフル・ヅッキーニョスvs.八木敬志がメインカードに。加えてGLADIATORでは初となる、オープンフィンガーグローブ（MMAグローブ）着用のキックボクシング戦で、荒尾裕と韓国のキム・フェグンが対決する。

## 試合結果

### オープニングファイト
ヘビー級 5分1R
○  松本洋平 vs.  高橋マーク ×
1R 0:29 TKO
ストロー級 5分1R
○  諸井友佑 vs.  辻本涼太 ×
1R 2:07 TKO
フライ級 5分1R
○  小嵐翔真 vs.  彪斗 ×
1R 1:18 TKO

### プレリミナリーファイト
第1試合 68kg契約 5分2R
○  都市弦介 vs.  中尾天圓 ×
判定3-0
第2試合 ライト級 5分2R
○  キンコンカンコンケンチャンマン vs.  KENZO ×
判定3-0
第3試合 フライ級 5分2R
○  藤原浩太 vs.  蒔田伸吾 ×
2R 4:56 TKO
第4試合 フライ級 5分2R
○  岩崎圭吾 vs.  テム ×
1R 3:54 アームロック
第5試合 ストロー級 5分2R
○  カーヴィ vs.  塩川玲斗 ×
判定3-0
第6試合 フライ級 5分2R
○  坪内一将 vs.  古賀珠楠 ×
判定3-0
第7試合 バンタム級 5分2R
○  小林佳純 vs.  原田康平 ×
判定3-0
第8試合 バンタム級 5分2R
○  しゅんすけ vs.  國頭武 ×
2R 2:12 KO
第9試合 フェザー級 5分2R
○  荒井銀二 vs.  田口翔太 ×
1R 1:14 KO
第10試合 バンタム級 5分2R
○  永留惇平 vs.  宮川日向 ×
判定3-0
第11試合 OFG KICKBOXING 70kg契約 3分3R
○  荒尾裕太 vs.  キム・フェグン ×
判定3-0

### メインカード
第12試合 フライ級 5分3R
○  今井健斗 vs.  和田教良 ×
判定3-0
第13試合 フライ級 5分3R
○  久保健太 vs.  パク”タンクボーイ”チャンビン ×
判定3-0
第14試合 ライト級 5分3R
○  チハヤフル・ヅッキーニョス vs.  八木敬志 ×
判定3-0
第15試合 ウェルター級 5分3R
○  マックス・ザ・ボディ vs.  大道翔貴 ×
1R 2:24 TKO
第16試合 ライト級 5分3R
○  ダギースレン・チャグナードルジ vs.  岩倉優輝 ×
判定3-0
第17試合 ライト級 5分3R
○  小森真誉 vs.  ナウエル・ガンドルフィ ×
判定3-0
第18試合 バンタム級 5分3R
○  神田T-800周一 vs.  ルキヤ ×
2R 4:20 肩固め

### ザ・ワンTV ファイトボーナス
神田T-800周一 ※30万円

### BODYMAKER賞
しゅんすけ